# ترانس‌گاز
ترنس‌گاز (به رومانیایی: Transgaz) شرکت گاز دولتی رومانی است، که به‌عنوان اپراتور فنی سیستم انتقال گاز طبیعی رومانی فعالیت می‌کند. این شرکت در سال ۲۰۰۶ به میزان ۱۵٫۸ میلیارد متر مکعب گاز طبیعی را جابجا نموده‌است.
ظرفیت حمل‌ونقل گاز طبیعی شرکت ترنس‌گاز در سال ۲۰۰۷ برابر ۳۰ میلیارد متر مکعب بوده، همچنین دارای شبکه خط لوله‌ای معادل ۱۳ هزار کیلومتر می‌باشد.